# Herðubreið
Herðubreið è un tuya situato nel nord-est degli Altopiani d'Islanda nel deserto del campo di lava di Ódáðahraun, lungo la Öskjuleið e non molto lontano dall'Askja.
La forma caratteristica a cima piatta del vulcano è dovuta alla fuoriuscita della lava nello strato di ghiaccio che copriva l'Islanda negli ultimi periodi glaciali.
Nei pressi della montagna si trova l'oasi di Herðubreiðarlindir, un campeggio sede dei ranger dell'altopiano, dal quale partono alcuni sentieri escursionistici.